# Коронавірусна хвороба 2019 у Вірменії
Коронавірусна хвороба 2019 у Вірменії — розповсюдження вірусу територією Вірменії.

## Перебіг подій

### 2020
1 березня підтверджено перший випадок. Прем'єр-міністр Нікол Пашинян написав про це у Facebook.
16 березня уряд оголосив надзвичайний стан до 4 квітня. Надзвичайні заходи включають закриття всіх навчальних закладів, закриття кордонів із Грузією та Іраном, заборону зборів понад 20 людей та перенесення конституційного референдуму Вірменії 2020 року.
18 березня окрім 799 осіб на самоізоляції, на карантині було 444 особи, які зібрались у готелі «Золотий палац» в Цагкадзорі та Військовому коледжі Монте-Мелконяна в Діліжана.
На 24 березня зареєстровано 235 випадків. 26 пацієнтів мають пневмонію, 6 з них у реанімації.
26 березня Міністерство охорони здоров'я Вірменії оголосило про першу смерть від COVID-19. Пацієнт був громадянином Вірменії віком 72 роки.
31 березня Вірменія продовжила карантин до 10 квітня. На цей день у країні зареєстровано 532 випадків, 30 осіб одужало, три летальних випадки.
13 квітня країна продовжила режим надзвичайного стану на місяць.
28 травня у Вірменії заявили про початок другої хвилі коронавірусу, за місяць щоденна кількість нових заражень зросла майже вп'ятеро. Влада вирішила посилити карантин у країні.
7 червня президент Нікол Пашинян заявив про критичну ситуацію з вірусом у країні. За його словами, протягом 5 днів поспіль щодня реєструється понад 500 нових випадків.
13 липня Вірменія вчетверте продовжила режим надзвичайного стану, цього разу щонайменше до 12 серпня. 12 серпня режим надзвичайного стану було продовжено до 11 вересня 2020 року.
11 вересня карантин у країні було продовжено щонайменше до 11 січня 2021 року.

### 2021
18 лютого Вірменія схвалила застосування вакцин Спутник V, AstraZeneca і Pfizer, вакцинацію було заплановано на початок березня.

## Обмежувальні заходи

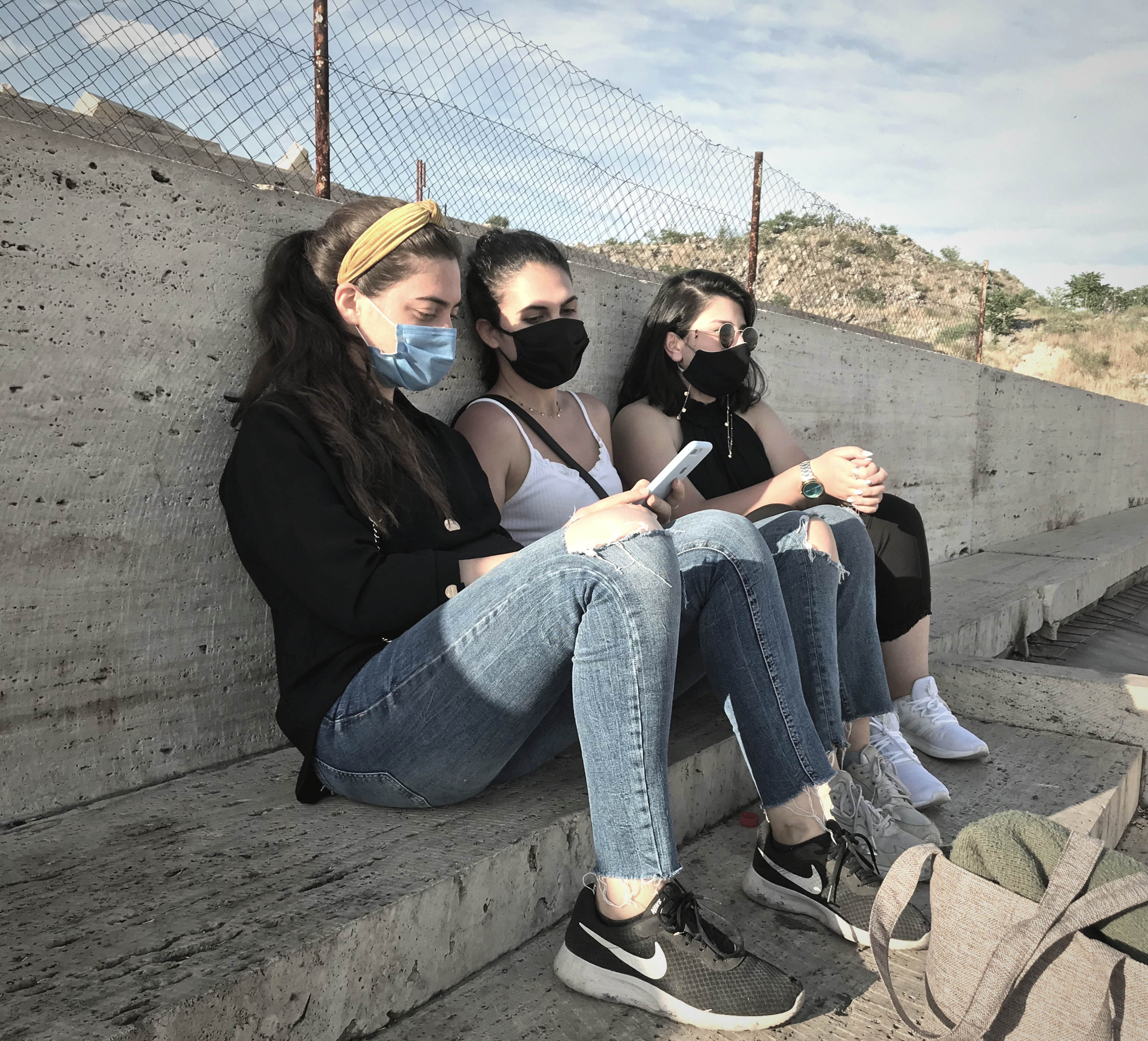
Громадяни у масках через пандемію COVID-19 в Єревані. 13 червня 2020 року

В рамках надзвичайного стану встановлюється особливий порядок в'їзду громадян на всіх прикордонних пунктах. Зокрема, всім громадянам Вірменії та членам їх сімей, а також особам, які мають право на проживання, дозволяється в'їжджати в країну. Однак забороняється в'їзд іноземців із найбільш вражених коронавірусом держав (за винятком дипломатів). 12 серпня скасовано заборону на в'їзд іноземних громадян повітряним шляхом, але виключена можливість отримання в'їзної візи для іноземних громадян на прикордонних пропускних пунктах.
З 1 березня по 18 травня у країні не працював громадський транспорт, у тому числі єреванський метрополітен. В окремих районах заборона на пересування вводилась і пізніше.
Введено вимогу щодо обов'язкового повсюдного носіння масок.